# Michael Tippett
Pour les articles homonymes, voir Tippett.
Œuvres principales
- A Child of Our Time
- The Mask of Time
- The Ice Break
- Concerto pour double orchestre à cordes
- Symphonie no 4

Michael Kemp Tippett (né le 2 janvier 1905 à Hillingdon, près de Londres et mort 8 janvier 1998 à Londres,) est un compositeur britannique.

## Biographie

### Études
Michael Tippett étudie à Fettes College et au Royal College of Music de Londres, où il apprend la composition avec Charles Wood et la direction d'orchestre avec Adrian Boult,,. Dans les années 1920, il habite dans le Surrey, où il commence son activité musicale par la direction d'orchestres locaux.

### Carrière de compositeur
Tippett compose sur le tard, en restant critique sur ses premières œuvres. À l'âge de 30 ans, il détruit toutes ses compositions et étudie le contrepoint et la fugue avec R.O. Morris.
Son œuvre, s'étendant sur près de soixante ans, comprend cinq quatuors à cordes, quatre concertos, quatre symphonies, cinq opéras ainsi qu'un certain nombre de compositions chorales. Sa musique est classiquement divisée en quatre périodes :
- la première s'étend de 1935 à 1947 et comprend les trois premiers quatuors, le concerto pour deux orchestres à cordes, l'oratorio A Child of Our Time ainsi que sa première symphonie. Elle se caractérise par une énergie contrapuntique ainsi que par des mouvements lents profondément lyriques[4] ;
- la seconde s'étend de celle-ci jusqu'à la fin des années 1950. Elle inclut l'opéra The Midsummer Marriage (1955)[2],[4], la Corelli Fantasia, le concerto pour piano et sa seconde symphonie. Elle se caractérise par une texture orchestrale riche avec une écriture mélodique débordante ;
- la troisième finit à la fin des années 1970 et marque un contraste net avec les œuvres précédentes : simplicité de la texture et phases abruptes comme dans l’opéra King Priam[4], son concerto pour orchestre et sa deuxième sonate pour piano ;
- la dernière est en fait une combinaison des styles précédents, utilisant différents procédés dont la citation (de Ludwig van Beethoven ou de Modeste Moussorgski parmi d'autres). Les œuvres les plus importantes de cette période sont sa troisième symphonie, ses opéras The Ice Break et  New Year, et sa composition chorale de grande ampleur The Mask of Time.

L'œuvre la plus célèbre de Tippett est un oratorio intitulé A Child of Our Time, inspiré par la Nuit de Cristal et qui intègre des negro spirituals.
Tippett a incorporé des thèmes homoérotiques à ses opéras, par exemple dans King Priam (1962), qui développe le thème de l'attachement entre Achille et Patrocle. Dans The Knot Garden (1970), les deux personnages principaux, Mel et Dov, forment un couple gay mixte.

### Vie privée et engagements
Son dernier partenaire, Meirion (Bill) Bowen décrit Tippett comme un « homosexuel affirmé ». En 1923, il tombe amoureux d’un musicien hétérosexuel, Herbert Sumsion, puis en 1932 du jeune peintre Wilfred Franks. Pendant la guerre, il a une relation avec un jeune musicien bisexuel, John Minchinton. En 1957, il reprend contact avec Karl Hawker, un peintre marié qu’il a rencontré avant la guerre. Une fois divorcé, ce dernier devient le secrétaire et l’assistant de Tippett.
L'engagement pacifiste de Tippett lui a valu une condamnation à la prison durant la Seconde Guerre mondiale en 1943. Il est resté cependant avec un esprit particulièrement ouvert sur les connaissances, la littérature et la philosophie des autres pays (Afrique, Europe).
Tippett a été anobli par la reine Élisabeth II en 1966.

## Œuvres

### Oratorio
- A Child of Our Time (1941)

### Compositions chorales
- The Vision of Saint Augustine, pour baryton, chœurs et orchestre (1965)
- The Mask of Time, (1982)

### Opéras
- Robin Hood (1934)
- King Priam (1962)
- The Midsummer Marriage (1955)
- The Ice Break (1977)
- The Knot Garden (1966–1970)
- New Year (1985-1988)

### Symphonies
- Première symphonie (1945)
- Deuxième symphonie (1957)
- Troisième symphonie (1971-72)
- Quatrième symphonie (1977)

### Musique orchestrale
- Variations on an Elizabethan Theme (1952, 2e variation)

### Musique de chambre
- Premier quatuor à cordes (1935)
- Deuxième quatuor à codes (1942)
- Troisième quatuor à cordes (1946)
- Quatrième quatuor à cordes (1978)
- The Blue Guitar (1984)[6]
- Cinquième quatuor à cordes (1990–1991)

### Concertos
- Concerto pour violon, alto et violoncelle (1978–1979)
- Concerto pour double orchestre à cordes[7]
- Concerto pour orchestre
- Concerto pour piano
- Fantasia concertante sur un thème de Corelli

### Piano
- Sonate pour piano no 1
- Sonate pour piano no 2
- Sonate pour piano no 3
- Sonate pour piano no 4

## Distinctions
- 1959 : commandeur de l'ordre de l'Empire britannique (CBE)[2]
- 1966 : Knight Bachelor[8]
- 1979 : membre de l'ordre des compagnons d'honneur[2]
- 1983 : membre de l'ordre du Mérite britannique (OM)[2],[9]

Il reçoit également la médaille d'or de la Royal Philharmonic Society.

## Hommages
Est nommé en son honneur (4081) Tippett, un astéroïde de la ceinture principale découvert en 1983.